# Schwarzgesicht-Schwalbenstar

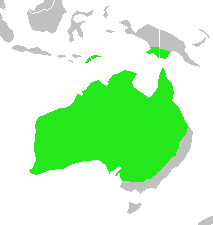
Verbreitungsgebiet des Schwarzgesicht-Schwalbenstars

Der Schwarzgesicht-Schwalbenstar (Artamus cinereus) ist ein Vogelart aus der Gattung der Schwalbenstare (Artamus) in der Familie der Schwalbenstarverwandten (Artamidae).

## Merkmale
Der 18 cm lange Schwarzgesicht-Schwalbenstar hat einen rauchfarbenen Rücken, eine hellere Unterseite, eine weiße Schwanzspitze, ein schwarzes Gesicht und einen schwarzen Bürzel. Der Steiß ist bisweilen weiß gefärbt.

## Vorkommen
Dieser Vogel lebt in lichten Wäldern und im Busch in Australien, Timor und im südlichen Neuguinea.

## Verhalten
Der Schwarzgesicht-Schwalbenstar verbringt die meiste Zeit in der Luft und jagt dort unablässig nach fliegenden Insekten. Am Boden kommt er mit seinen kurzen Füßen nicht sehr gut voran.
Der Vogel lebt in kleinen Gruppen, die aus einem Brutpaar und seinen Nachkommen bestehen. Oft rasten die Vögel dicht aneinander gedrängt in Spalten oder auf Astgabeln.

## Fortpflanzung
Der Schwarzgesicht-Schwalbenstar ist ein Kolonienbrüter. In einem flachen, schalenförmigen Nest aus Zweigen, Gras und Wurzeln auf einem Baumstumpf oder auf Ästen werden drei bis vier Eier etwa zwei Wochen lang bebrütet. Die Jungen werden mit Hilfe älterer Geschwister aufgezogen.